# Führermuseum

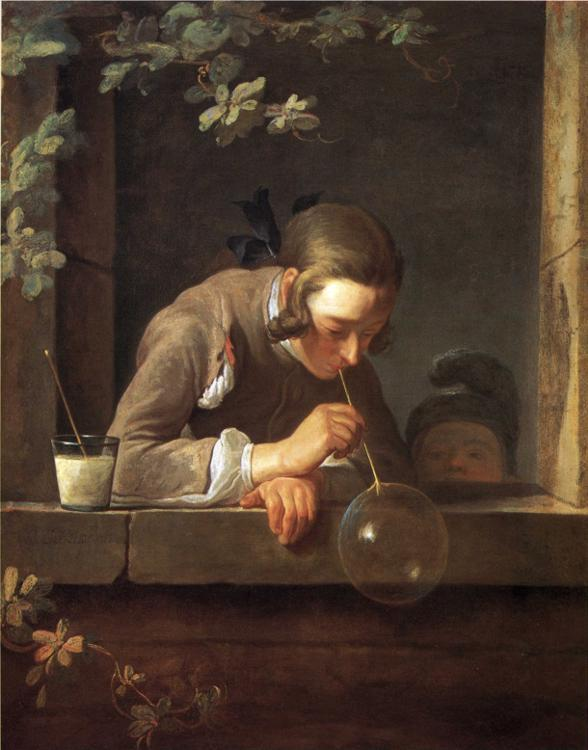
Såpbubblor av Jean-Baptiste-Siméon Chardin, stulen i Nederländerna under andra världskriget av Kajetan Mühlmann för att placeras i det planerade Führermuseum.

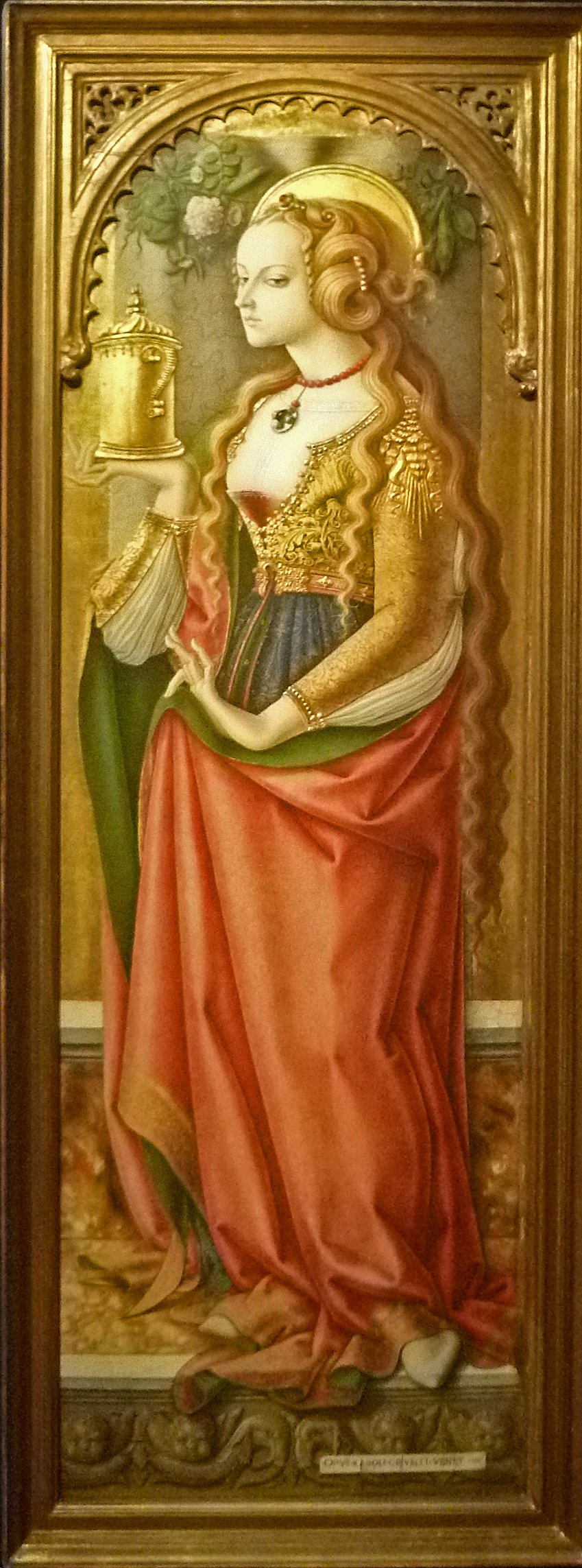
Maria Magdalena av Carlo Crivelli, stulen i Nederländerna under andra världskriget av Kajetan Mühlmann för att placeras i det planerade Führermuseum.

Führermuseum var ett tänkt konstmuseum i Linz, planerat före och under andra världskriget av Adolf Hitler. De första planerna offentliggjordes 1939.
En ritning för konstmuseet gjordes av Roderich Fick efter skisser av Hitler och delvis modellerad efter Haus der Deutschen Kunst i München. Museet var tänkt att ingå i ett område med kulturinstitutioner i en stad avsedd att bli kulturhuvudstad i det utvidgade Tredje riket. Konstmuseet, liksom stadens kulturella centrum, skulle till viss del ligga på centralstationens område, och stationen skulle därför flyttas fyra kilometer söderut.
Hösten 1940 gav Hitler i uppdrag åt arkitekten och den hängivne nazisten Hermann Giesler att ansvara för Linz ombyggnadsprojekt. Staden var en av fem utpekade Führerstädte, vid sidan av Linz även Berlin, Hamburg, Nürnberg och München, vilka alla skulle byggas om radikalt. Linz skulle bli en kulturhuvudstad i Europa och den vackraste staden längs Donau. Den skulle få ett nytt rådhus, ett nytt nazistpartihögkvarter, en ny järnvägsstation, ett stadion, ett medborgarhus, en teknisk högskola, ett metallurgiskt institut, ett planetarium, en hängbro och två torn, det ena med ett carillon och det andra med ett mausoleum för Hitlers föräldrar. Även Hitlers pensionärsresidens skulle ligga här, ritat av Hermann Giesler. Dessutom planerades en flytt av stålverket Hermann-Göring-Werke i Wien till Linz, trots protester från stadens ansvariga politiker, från arkitekter och från Fritz Todt, vilka alla ansåg att industrianläggningar inte passade med bilden av en kulturstad. Hitler ville å sin sida försäkra sig om att staden fick ett skatteunderlag som skulle stå sig efter hans död. 
Kulturcentrum var en viktig del av Linz tänkta ombyggnad och det skulle utformas efter Hitlers egna idéer och skisser. Det innehöll en monumental teaterbyggnad, en konserthall, ett bibliotek med 250 000 titlar, ett operahus, ett operetthus, en biograf, ett museum med en vapensamling. Området skulle omges av boulevarder och ett utställningsområde. Kulturcentrum var tänkt att ligga söder om Linz gamla stad, med de viktigaste byggnaderna, inklusive Führermuseum, längs den stora paradgatan Zu den Lauben.
Arbetet med att rita de många byggnaderna fördelades på Hitlers favoritarkitekter. Mot krigsslutet, i januari 1945, blev Hitler besatt av att få se en modell av det planerade kulturcentret, och en modell sattes upp i källaren till rikskansliet den 9 februari 1945. Den period Hitler bodde i Führerbunkern under rikskansliet besökte han regelbundet modellrummet, ju närmare krigsslutet desto oftare. Den enda delen av Linz ombyggnad som färdigställdes var Nibelungenbrücke 1940.